# بارتليت روبنسون
بارتليت روبنسون (بالإنجليزية: Bartlett Robinson)‏ هو ممثل أمريكي، ولد في 9 ديسمبر 1912 بمانهاتن في الولايات المتحدة، وتوفي في 26 مارس 1986 في الولايات المتحدة.

## وصلات خارجية
- بارتليت روبنسون على موقع IMDb (الإنجليزية)
- بارتليت روبنسون على موقع تيرنر كلاسيك موفيز (الإنجليزية)
- بارتليت روبنسون على موقع أول موفي (الإنجليزية)
- بارتليت روبنسون على موقع قاعدة بيانات برودواي على الإنترنت (الإنجليزية)
- بارتليت روبنسون على موقع قاعدة بيانات الفيلم (الإنجليزية)